# 4610 Kájov
4610 Kájov este un asteroid din centura principală, descoperit pe 26 martie 1989 de Antonín Mrkos.